# Las Vegas Sin
Le Las Vegas Sin sono una squadra della Legends Football League (ex Lingerie Football League).

## Colori
Le Sin indossano slip e reggiseno di color bianco con bordi rossi e numeri gialli e rossi in casa e gialli in trasferta.

## Campionati disputati
Una squadra con il nome di Las Vegas Sin era già stata annunciata nel 2005, ma non era poi stata formata. La squadra è nata nel 2011 e ha giocato la sua prima partita il 2 settembre del 2011 battendo per 32-20 le Chicago Bliss. Il primo touchdown della storia della squadra è stato segnato da Tracee Thomas. Nel loro anno di esordio hanno vinte tutte e quattro le partite della regular season qualificandosi per la semifinale nella quale sono state sconfitte dalle Los Angeles Temptation.

## Giocatrici di rilievo
- Nikki Johnson (quarterback, dal 2011). Nel campionato 2011-12 ha completato 41 passaggi su 73 (56,2%) per 384 yards, con 12 passaggi da touchdown (seconda solo a Ashley Salerno che ha però giocato una partita in più) e un solo intercetto subito, risultando così la quarterback con il miglior rating (151.9). Ha anche fatto 23 corse per 96 yards e 1 touchdown. È stata selezionata per l'All Fantasy Game disputato il 5 maggio 2012 in Messico, venendo eletta MVP insieme a Heather Furr.